# Rudamon
Usermaatra-Rudamon, o Rudamón, faraón de la dinastía XXIII del antiguo Egipto de c. 757 - 754 a. C.
Era el hijo más joven de Osorkon III, y el hermano de Takelot III. Una de sus hijas, Irbastnubnefu, se casó con el príncipe de Heracleópolis: Paieftyauembastet (Broekman).
Con un breve reinado, de dos a tres años, estimado por los pocos documentos contemporáneos conocidos de él, según Kenneth Kitchen.
Rudamon preservó la unidad del gran reino de su padre en Alto Egipto, desde Heracleópolis a Tebas, durante su mandato, según los descubrimientos de Olivier Perdu (RdE 53, en 2002). 
Poco después de la muerte de Rudamon, su reino se fragmentó rápidamente en varios estados independientes bajo el control de varios dirigentes de ciudades tales como Paieftyauembastet en Heracleópolis, Nimlot en Hermópolis, e Ini en Tebas. 

## Testimonios de su época
- Varios trabajos decorativos realizados en el templo de Osiris Heqadyet
- Varios bloques de piedra de Medinet Habu
- Un jarrón con su título inscrito (Museo del Louvre)
- Dos fragmentos de una estatuilla de fayenza que lleva el nombre de Rudamon en Hermópolis (Olivier Perdu)
- La polémica inscripción de Uadi Gasus que se interpreta como el 19º año de su reinado; aunque pudiera hacer referencia a Iuput II, posiblemente (J. von Beckerath, F. Gomaà y K. Kitchen)

## Titulatura
| Titulatura | Jeroglífico | Transliteración (transcripción) - traducción - (referencias) |

| G5 |

| G5 |

| SPACE |

| SPACE |

| SPACE |

| SPACE |

| G5 |

| G5 |

| SPACE |

| SPACE |

| SPACE |

| SPACE |

| G16 |

| G16 |

|  |

| G16 |

| G16 |

|  |

| G8 |

| G8 |

|  |

| G8 |

| G8 |

|  |

| N5 | F12 | U1 | Aa11 · D36 · X1 | i | mn · n | U21 · n |

| N5 | F12 | U1 | Aa11 · D36 · X1 | i | mn · n | U21 · n |

| N5 | F12 | U1 | Aa11 · D36 · X1 | i | mn · n | U21 · n |

| N5 | F12 | U1 | Aa11 · D36 · X1 | i | mn · n | U21 · n |

| N5 | F12 | U1 | Aa11 · D36 · X1 | i | mn · n | U21 · n |

| N5 | F12 | U1 | Aa11 · D36 · X1 | i | mn · n | U21 · n |

| N5 | F12 | U1 | Aa11 · D36 · X1 | i | mn · n | U21 · n |

| N5 | F12 | U1 | Aa11 · D36 · X1 | i | mn · n | U21 · n |

| N5 | F12 | U1 | Aa11 · D36 · X1 | i | mn · n | U21 · n |

| N5 | F12 | U1 | Aa11 · D36 · X1 | i | mn · n | U21 · n |

| N5 | F12 | U1 | Aa11 · D36 · X1 | i | mn · n | U21 · n |

| N5 | F12 | U1 | Aa11 · D36 · X1 | i | mn · n | U21 · n |

| N5 | F12 | U1 | Aa11 · D36 · X1 | i | mn · n | U21 · n |

| N5 | F12 | U1 | Aa11 · D36 · X1 | i | mn · n | U21 · n |

| N5 | F12 | U1 | Aa11 · D36 · X1 | i | mn · n | U21 · n |

| N5 | F12 | U1 | Aa11 · D36 · X1 | i | mn · n | U21 · n |

| M17 | Y5 · N35 | T12 | M17 | Y5 · N35 | U6 |

| M17 | Y5 · N35 | T12 | M17 | Y5 · N35 | U6 |

| M17 | Y5 · N35 | T12 | M17 | Y5 · N35 | U6 |

| M17 | Y5 · N35 | T12 | M17 | Y5 · N35 | U6 |

| M17 | Y5 · N35 | T12 | M17 | Y5 · N35 | U6 |

| M17 | Y5 · N35 | T12 | M17 | Y5 · N35 | U6 |

| M17 | Y5 · N35 | T12 | M17 | Y5 · N35 | U6 |

| M17 | Y5 · N35 | T12 | M17 | Y5 · N35 | U6 |

| M17 | Y5 · N35 | T12 | M17 | Y5 · N35 | U6 |

| M17 | Y5 · N35 | T12 | M17 | Y5 · N35 | U6 |

| M17 | Y5 · N35 | T12 | M17 | Y5 · N35 | U6 |

| M17 | Y5 · N35 | T12 | M17 | Y5 · N35 | U6 |

| M17 | Y5 · N35 | T12 | M17 | Y5 · N35 | U6 |

| M17 | Y5 · N35 | T12 | M17 | Y5 · N35 | U6 |

| M17 | Y5 · N35 | T12 | M17 | Y5 · N35 | U6 |

| M17 | Y5 · N35 | T12 | M17 | Y5 · N35 | U6 |

| Predecesor: Takelot III | Faraón Dinastía XXIII | Sucesor: Iuput II |

- Datos: Q879190
- Multimedia: Rudamun / Q879190